# Via San Gregorio Armeno

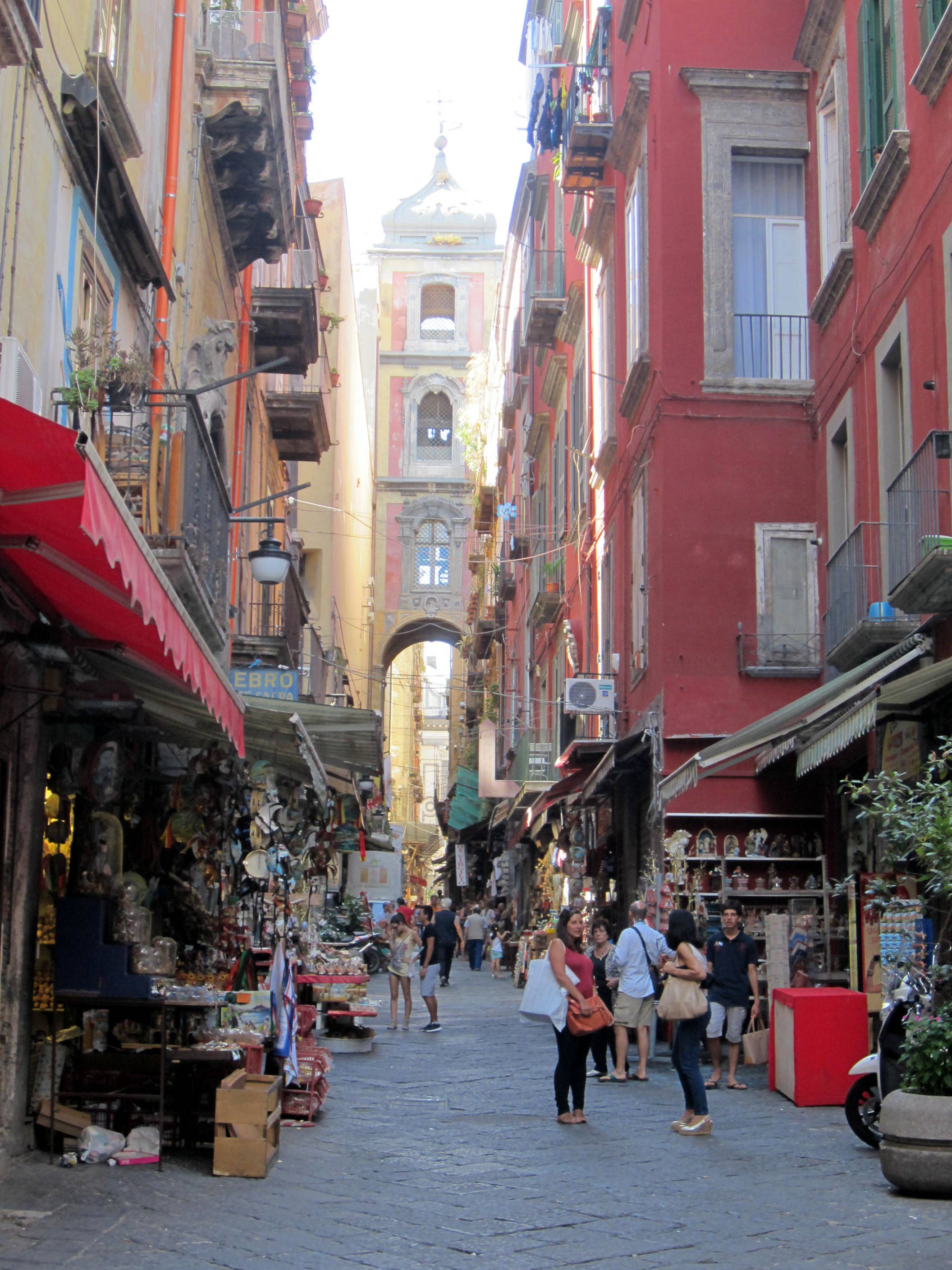
La Via San Gregorio Armeno con el campanario de la iglesia homónima al fondo.

La Via San Gregorio Armeno es una calle del centro histórico de Nápoles, Italia, célebre turísticamente por las tiendas artesanas de belenes que contiene.

## Historia y descripción
Esta calle es uno de los stenopoi típicos del urbanismo griego que caracteriza todo el centro histórico de Nápoles. En cuanto stenopos (cardo en el urbanismo romano), la calle conectaba los dos plateiai (decumanos): la plateia mayor (actual Via dei Tribunali) y la inferior (actual Spaccanapoli). Por tanto, las dos calles principales de la entonces Neapolis, eran perpendiculares a la Via San Gregorio Armeno, a la altura de la Basílica de San Lorenzo Mayor, donde estaba el ágora.
Posteriormente, la calle se llamó plaetia nostriana porque el decimoquinto obispo de Nápoles, San Nostriano, hizo construir allí termas para los pobres.
Saliendo de la Piazza San Gaetano vemos inmediatamente a la derecha el edificio del Banco del Popolo (siglo XVIII), antiguamente propiedad de la Casa degli Incurabili, que poseía también otro palacio contiguo un siglo más antiguo. Actualmente el edificio está en grave estado de abandono y necesita importantes intervenciones porque ha sufrido varios hundimientos. En 2011 se instaló una protección de emergencia provisional para los turistas.
Aproximadamente a mitad de la calle, está la histórica Iglesia de San Gregorio Armeno fundata en torno a 930 sobre los cimientos del antiguo templo de Ceres. En 1205 fue dedicada al santo homónimo.
Llegando al final de la calle, la Via San Biagio, a la izquierda se puede observar la Iglesia de San Gennaro all'Olmo, gestionada por la fundación Giambattista Vico (no por casualidad fue bautizado aquí el filósofo). En el lado opuesto está la que se identifica traficionalmente con la domus Ianuaria, es decir, la casa de San Gennaro. Una placa colocada en 1949 menciona este lugar como casa natal del santo.

## El arte de los belenes
La tradición de belenes de san Gregorio Armeno tiene un origen remoto: en la época clásica había en la calle un templo dedicado a Ceres, a quien ofrecían los ciudadanos como exvoto pequeñas estatuillas de terracota, fabricadas en las tiendas cercanas. El nacimiento del pesebre napolitano es naturalmente mucho más tardío y se remonta a finales del siglo XVIII.
Actualmente la Via San Gregorio Armeno es conocida en todo el mundo por ser el centro expositivo de las tiendas artesanales situadas en ella, que todo el año realizan estatuillas para los belenes, tanto canónicas como originales (cada año los artesanos más excéntricos realizan estatuillas con rasgos de personajes de actualidad que han destacado en positivo o en negativo durante el año).
Las exposiciones verdaderas comienzan en el período cercano a las festividades de Navidad, generalmente desde principios de noviembre al seis de enero.

## El complejo de san Gregorio Armeno
Es típica de la Via san Gregorio Armeno el suntuoso campanario de la iglesia homónima situado en la calle, el cual se eleva por encima del nivel de la misma. El campanario actúa como un pasadizo elevado que conecta los dos conventos (iglesia y monasterio) dedicados a San Gregorio Armeno.
Finalmente, a lo largo de la calle (subiendo desde el decumano inferior hacia el mayor), está primero la iglesia de San Gregorio Armeno, construida en torno al siglo X, y, poco más arriba, con un acceso separado respecto al  edificio religioso, el relativo claustro.